# Nova União (Minas Gerais)
Nova União es un municipio brasileño del estado de Minas Gerais. Su población estimada en 2018 es de 5 718 habitantes, según el Instituto Brasileño de Geografía y Estadística (IBGE). Integra la región metropolitana de Belo Horizonte.

## Historia
El municipio de Nova Unión fue creado el 30 de diciembre de 1962 por la ley 2.764 con la denominación José de Melo. El 16 de diciembre de 1987 recibió su actual denominación. Antes de ser emancipado el Municipio era un distrito del municipio de Caeté, cuya primera denominación fue Viúva, luego fue llamado União de Caeté, siguiendo el nombre de José de Melo. Su primera denominación ocurrió en virtud de posada, administrada por una viuda, que recibía a los troperos que pasaban por la región.

## Clima
Según la clasificación climática de Köppen, el municipio se encuentra en el clima tropical de altitud Cwa.